# Apple Newton

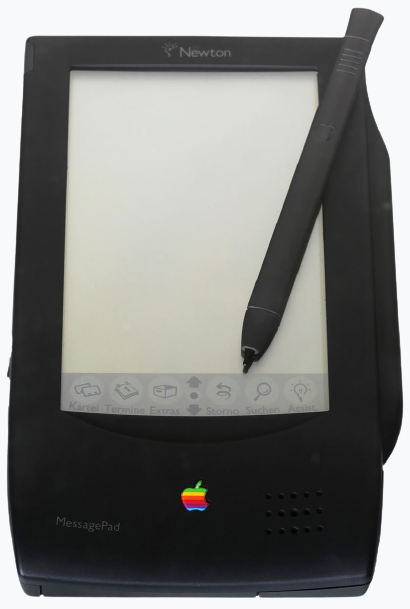
Apple MessagePad.

El Apple Newton es un dispositivo del tipo PDA (asistente digital personal) con un sistema operativo llamado «Newton OS». El MessagePad fue uno de los primeros PDA con capacidad de reconocimiento de escritura, siendo la sucesora de esta 1.ª generación la plataforma iOS, utilizada en el iPhone, iPod Touch y iPad. El desarrollo de la plataforma Newton empezó en 1987 y terminó oficialmente el 27 de febrero de 1998 (comercializado de 2 de agosto de 1993 a 27 de febrero de 1998).
Fue considerado un fracaso de Apple en su momento, tras el cual abandonó el sector ante la aparición de equipos como la Palm.

## Segundas fuentes
Parte de la ingeniería electrónica y la fabricación de los componentes de Apple Newton eran obra de Motorola. La mayoría de los dispositivos Newton se basaban en el procesador ARM RISC 610. Los PDA Newton fueron desarrollados y comercializados exclusivamente por Apple (incluyendo la línea de MessagePad y el eMate 300), pero otras empresas como Motorola, Sharp y Digital Ocean, también fabricaron PDAs que incorporaban el sistema operativo Newton.

## Aplicaciones
La mayoría de los dispositivos Newton salían de fábrica pre-cargados con una variedad de software para ayudar en la organización de los datos personales y de trabajo. Esto incluía aplicaciones para notas, contactos y fechas, así como una variedad de herramientas de productividad tales como una calculadora, conversión de unidades (conversiones métricas, conversiones de moneda, etc), zona horaria, mapas, etc. En versiones 2.x del sistema operativo Newton estas aplicaciones se perfeccionaron, y se añadieron otras nuevas, como el procesador de textos de Works y el Gestor de Newton para Internet, también se incluyeron paquetes de aplicaciones de terceros, como el «QuickFigure», una hoja de cálculo, el Pocket Quicken, el navegador web «NetHopper», y un cliente de correo.
Varias aplicaciones de Newton tenían la posibilidad de importar/exportar datos del popular Office suite o del PIM (Personal Information Manager), así como formatos de archivos de otras aplicaciones, principalmente mediante el uso de paquetes de Apple como las Utilidades de conexión de Newton o el kit de conexión de Newton, que se vendía por separado y sólo funcionaba en dispositivos Newton con versiones 1.x del Newton OS.